# Faial
Faial az ötödik legnagyobb sziget az Azori-szigetek portugál szigetvilágában.
Ilha Azulnak (Kék sziget) is hívják a sok kék hortenzia sövény miatt. Faial mindig is különleges szerepet játszott, akár a korai transzatlanti járatok leszállóállomásaként, akár Európa és Amerika közötti távközlési központként, akár fontos kikötőként.

## Földrajza
Faial az északi szélesség 38° 31' és 38° 39' és a nyugati hosszúság 28° 36' és 28° 50' között fekszik. Területe 172 km², hozzávetőleges tengerparti hossza 80, szélessége 14, hosszúsága 21 km.
A sziget vulkáni eredetű. Ezt bizonyítja többek között legmagasabb csúcsa, a Cabeço Gordo a maga 1043 méterével. A kaldera átmérője két kilométer, körülbelül 500 m mélyen. Faial a Közép-Atlanti-hátsághoz legközelebb eső Azori-sziget, rajta újra és újra heves vulkánkitörések történtek. 1672-ben a Cabeço do Fogo kitörése volt felelős számos család haláláért. A legutóbbi vulkánkitörés Faialon 1957. szeptember 27-étől, majd december 16-tól 1958. május 12-ig tartott. A sziget 2,4 km²-t nőtt, megalakult a Ponta dos Capelinhos. 2008 augusztusa óta a régi világítótoronyban múzeum működik, amelyet a vulkanológiának és a kitörések történetének szenteltek. 1998-ban súlyos földrengés rázta meg a szigetet, és néhány faluban komoly károkat okozott.
A sziget mintegy 15 000, fővárosa Horta 6500 lakosú. További városok Capelo, Praia do Norte, Cedros, Ribeirinha, Pedro Miguel, Flamengos, Praia do Almoxarife és Castelo Branco.
A déli parton van, Hortától tíz kilométerre a sziget repülőtere.

## Története

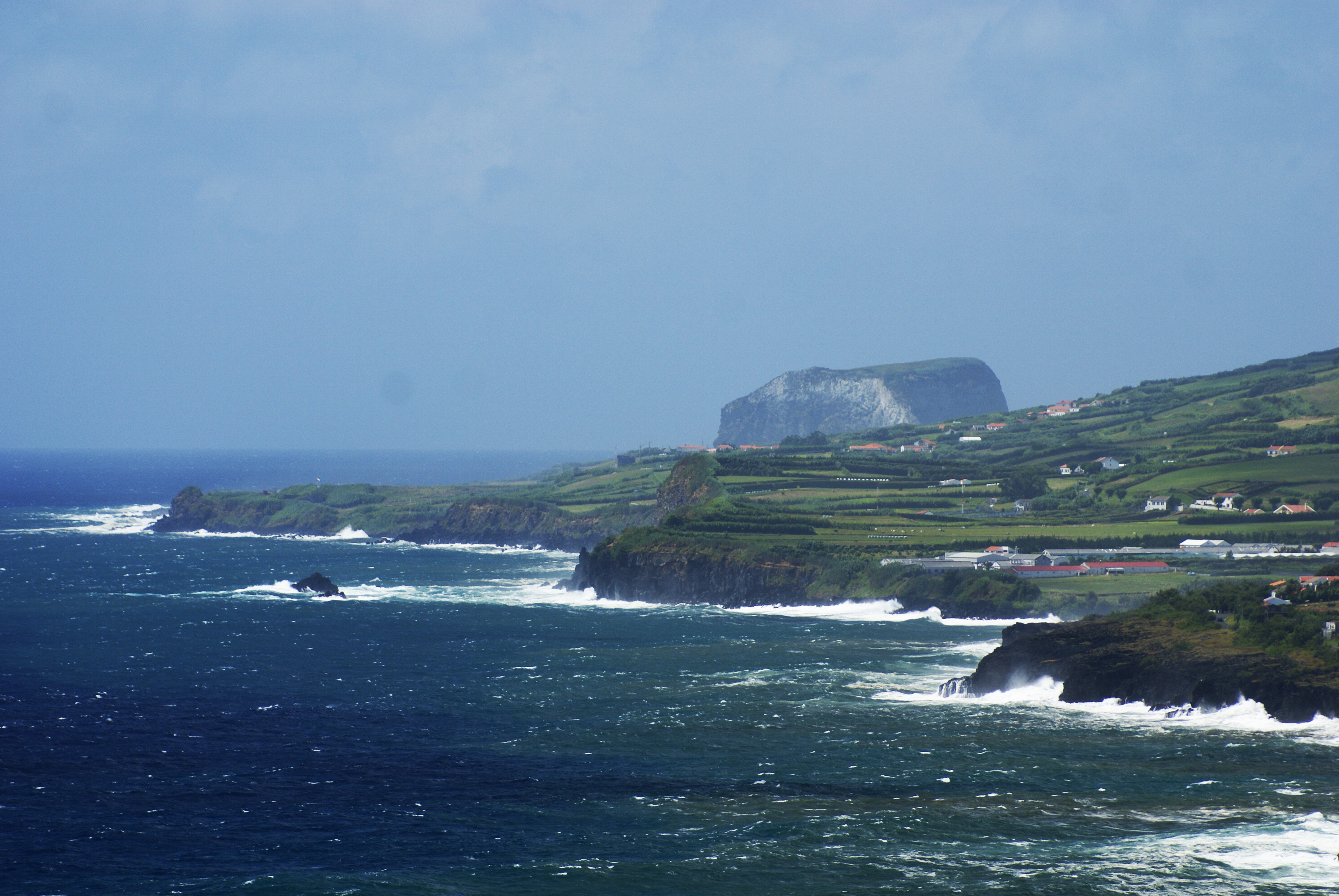
A sziget tengerpartja

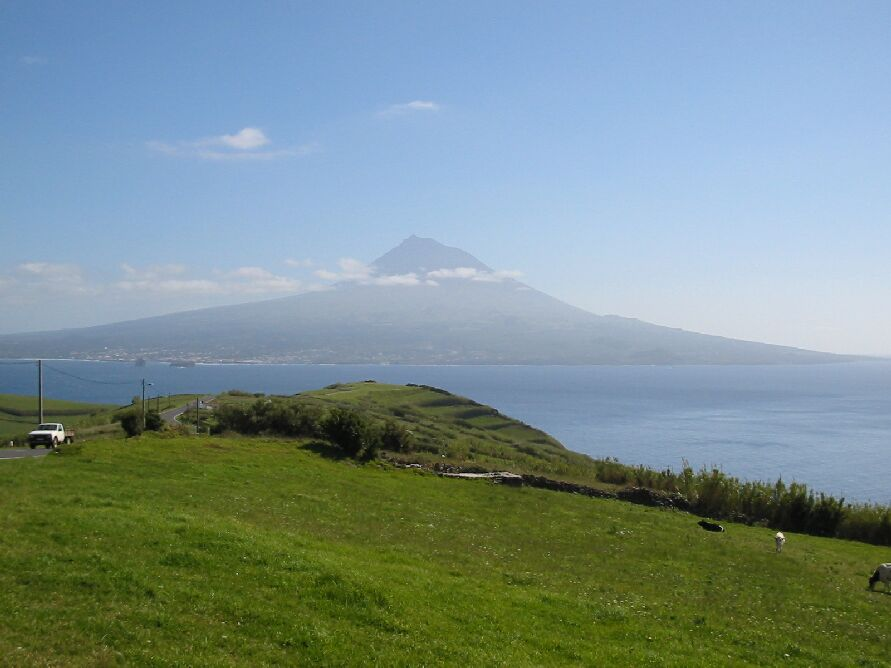
Espalamaca

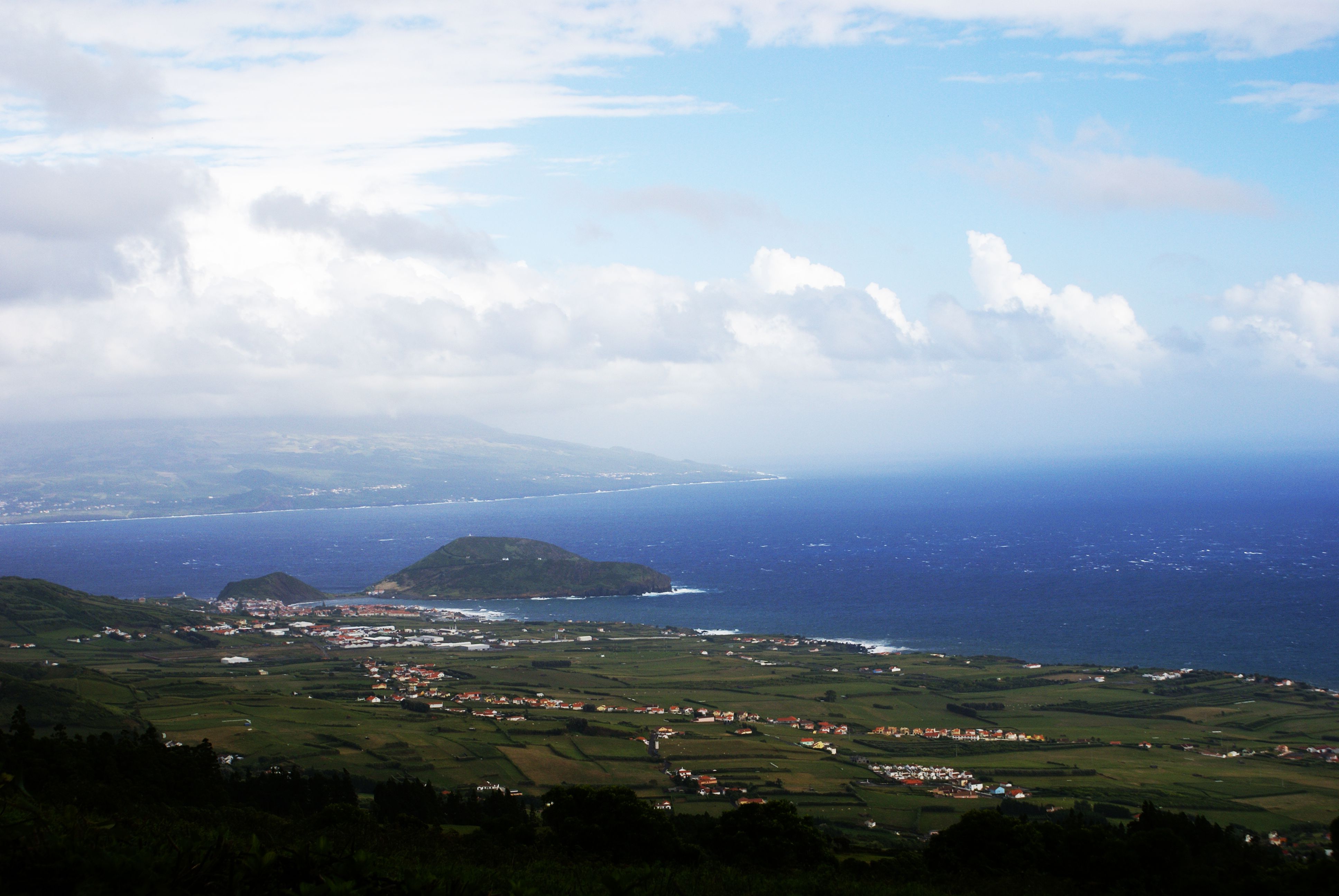
Szigetbelső, a Pico-sziget felől

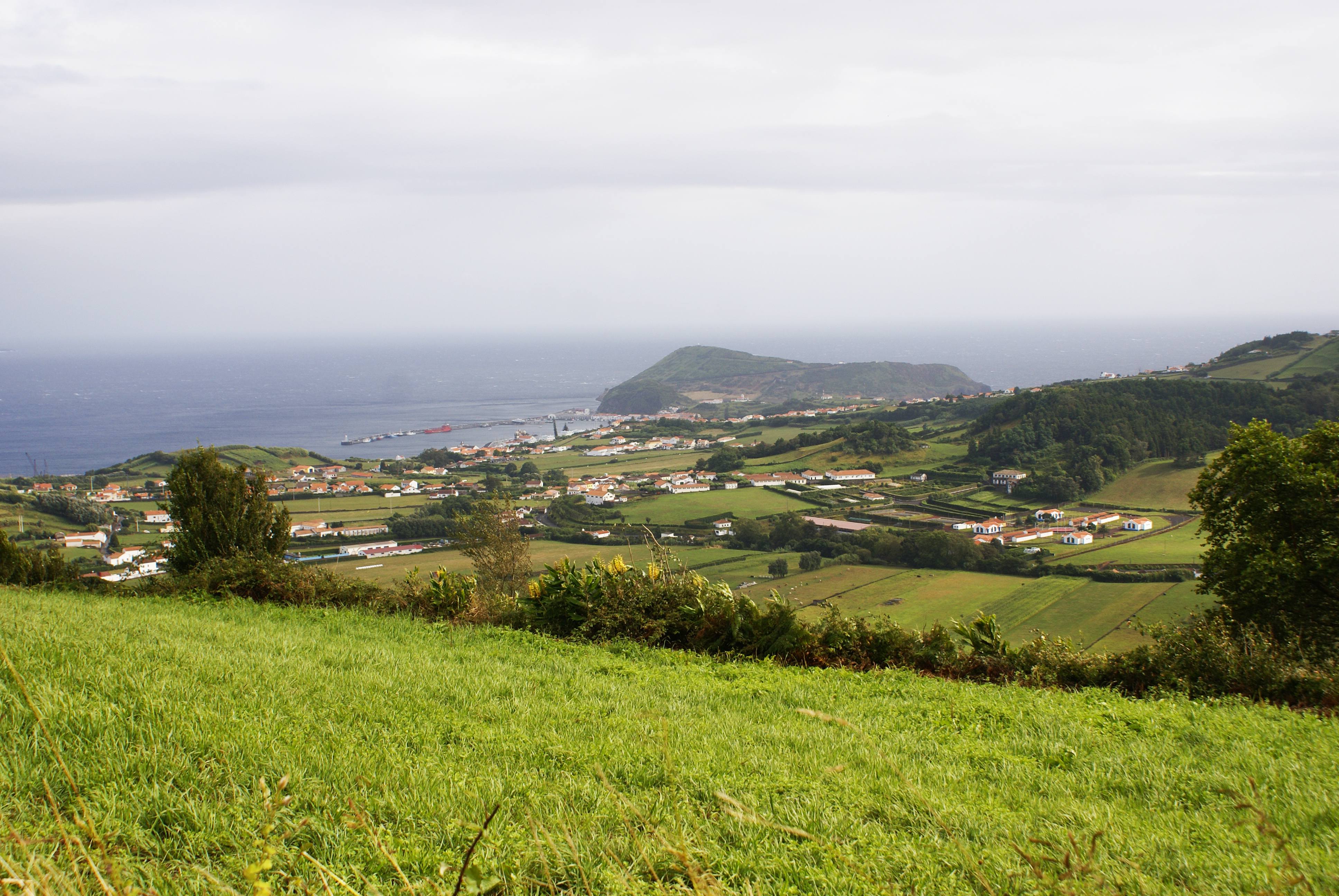
Tájkép

Az addig lakatlan sziget felfedezése és betelepítése a 15. század első felében történt. Diogo de Silves 1427-ben fedezte fel az Azori-szigetek keleti és középső szigeteit. Tengerész Henrik, Portugália hercege küldte az Avis-házból. A Terceira szigetéről származó portugálok egy kis csoportja 1432-ben telepedett le Faialon. Ugyanebben az évben Henry Josse von Huerter flamand herceg elrendelte a sziget betelepítését. Az első flamand települést Praia do Almoxarifében alapították, de hamarosan elhagyták, mert ott nem találtak vizet. 1468-ban Josse van Huertert nevezték ki a sziget kormányzójává. Lánya, Joãna de Macedo az 1480-as évek végén feleségül ment Martin Behaimhoz, az első fennmaradt földgömb megrendelőjéhez.
1672-ben kitört a Cabeço di Fogo vulkán, aminek következtében a sziget lakossága a megnövekedett Brazíliába vándorolt ki. 1857-ben megalapították az első bálnavadász társaságot.
A Europe & Azores Telegraph Co. 1893-ban fektette le az első tenger alatti kábelt Faial és Lisszabon között, amelyet a Telcon gyártott. Ezzel elkezdődött egy olyan korszak, amelyben Faial a távközlés fontos központjává vált. 1900-ban a német Atlantic Telegraph Co. újabb tenger alatti kábelt fektetett le Greetsielből és Borkumból Faialra, majd onnan a New York állambeli Coney Islandre. A kábelt a Felten & Guilleaume és a Telcon gyártotta. Ugyanebben az évben egy másik kábelt fektettek le Horta és Új-Skócia között, majd onnan New Yorkba, amelyet a Siemens Brothers & Co. gyártott Londonban. Az amerikai Commercial Cable Company üzemeltette, amely 1901-ben kiterjesztette a tenger alatti kábelt az írországi Waterville-ig. Ugyanebben az évben egy másik kábelt fektettek le a Zöld-foki-szigetek São Vicente-sziget és Faial között a Telcon által, amelyet a Western Telegraph Company üzemeltetett.
A német Norddeutsche Seekabelwerke 1903-ban Greetsiel és Faial között, valamint 1904-ben New York és Faial között új tenger alatti kábelt fektetett le. A két kábel üzemeltetője a German Submarine Telegraph Co. 1906-ban a Telcon új kábelt fektetett le a Zöld-foki-szigeteki São Vicente és Faial között, amelyet a Western Telegraph Co. üzemeltetett. Ezenkívül 1923-ban a Telcon egy tenger alatti kábelt fektetett le Le Havre és Faial között, amelyet a Commercial Cable Co., 1924-ben pedig egyet New York és Faial között, amelyet a Western Union Telegraph Co. üzemeltetett, majd egyet az Italcable. Malaga és Faial között.
1926-ban a Norddeutsche Seekabelwerke kábelt fektetett le Borkum és Faial között, amelyet a német Atlantic Telegraph Co. üzemeltetett. 1928-ban a Telcon a Western Union Telegraph Co. által üzemeltetett kábelt fektetett le Új-Fundland és Faial között. A Horta és Új-Skócia, valamint a Horta és Waterville közötti tenger alatti kábeleket 1962-ben lekapcsolták.
1976-ban Ponta Delgadában megalapították az Azori-szigetek Egyetemét (portugálul: Universidade dos Açores), két karával Ilha do Faialon. 1986. január 1-jén Portugália az Európai Unió tagjává vált, és ezzel együtt Faial is. A Richter-skála szerinti 6,2-es erősségű földrengés rázta meg 1998 július 9-én a szigetet. Hatalmas károkat okozott, nyolc ember meghalt, és mintegy 500 ház összedőlt. Az epicentrum körülbelül 5 km-re volt a parttól.

## Horta kikötői vasútja
1876 és 1901 között 2134 mm nyomtávú kikötői vasút működött Hortán, négy B kerékelrendezésű gőzmozdonnyal.

## Fordítás
Ez a szócikk részben vagy egészben  a   Faial című német Wikipédia-szócikk ezen változatának fordításán alapul.  Az eredeti cikk szerkesztőit annak laptörténete sorolja fel. Ez a jelzés csupán a megfogalmazás eredetét és a szerzői jogokat jelzi, nem szolgál a cikkben szereplő információk forrásmegjelöléseként.